# Трисульфид дигадолиния
Трисульфид дигадолиния — бинарное неорганическое соединение
гадолиния и серы с формулой Gd2S3,
жёлтые кристаллы,
разлагается в воде.

## Получение
- Взаимодействие простых веществ:

{\displaystyle {\mathsf {2Gd+3S\ {\xrightarrow {T}}\ Gd_{2}S_{3}}}}
- Реакция оксида гадолиния и сероводорода:

{\displaystyle {\mathsf {Gd_{2}O_{3}+3H_{2}S\ {\xrightarrow {}}\ Gd_{2}S_{3}+3H_{2}O}}}

## Физические свойства
Трисульфид дигадолиния образует жёлтые кристаллы кубической сингонии.

## Химические свойства
- При нагревании с избытком серы образует полисульфиды:

{\displaystyle {\mathsf {Gd_{2}S_{3}+S\ {\xrightarrow {T}}\ 2GdS_{2}}}}
- При нагревании окисляется кислородом воздуха:

{\displaystyle {\mathsf {Gd_{2}S_{3}+2O_{2}\ {\xrightarrow {T}}\ Gd_{2}O_{2}S+2SO_{2}}}}
- Гидролизуется водой:

{\displaystyle {\mathsf {Gd_{2}S_{3}+2H_{2}O\ {\xrightarrow {}}\ Gd_{2}O_{2}S+2H_{2}S}}}